# 小森同学拒绝不了！
《小森同学拒绝不了！》是Cool教信者以四格漫畫形式發表的日本漫畫作品。于2012年4月號至2025年5月號刊載於芳文社雜誌《Manga Time Original》。由ANIMATION STUDIO ARTLAND製作的12集電視動畫已於2015年10月至12月播放。

## 故事
講述了一名拒絕不了他人請求的女中學生和她兩位好朋友間所發生的日常搞笑故事。

## 登場人物
小森朱里（聲：內田彩）
本作品女主角。生日：10月10日。血型：O型。
身高：180cm、體重：65kg、胸圍：95cm。
中學生。經常被人請求幫助，自己也不會拒絕別人的請求。身材十分高大，巨乳。
喜歡大谷。
西鳥惠（聲：小澤亞李）
朱里小學時期認識的朋友。朱里的同學。
根岸真子（聲：長繩麻理亞）
朱里小學時期認識的朋友。班級委員。
大谷九郎（聲：竹下禮奈）
朱里升上三年級後的同班同學。
其實是個很想被別人拜託的人,所以很忌妒朱里。
不過朱里有煩惱或是需要幫忙還是會跟她互動。
喜歡朱里。

## 漫畫
由所作的漫畫首度連載於芳文社雜誌《Manga Time Original》2012年4月號。已於2013年7月4日至2022年3月7日發售10本單行本。
| 卷數 | 芳文社        | 芳文社                 |
| 卷數 | 發售日期      | ISBN                   |
| ---- | ------------- | ---------------------- |
| 1    | 2013年7月4日  | ISBN 978-4-8322-5205-9 |
| 2    | 2014年1月7日  | ISBN 978-4-8322-5259-2 |
| 3    | 2014年10月7日 | ISBN 978-4-8322-5326-1 |
| 4    | 2015年10月7日 | ISBN 978-4-8322-5423-7 |
| 5    | 2017年2月7日  | ISBN 978-4-8322-5558-6 |
| 6    | 2018年2月7日  | ISBN 978-4-8322-5663-7 |
| 7    | 2018年11月7日 | ISBN 978-4-8322-5728-3 |
| 8    | 2020年2月6日  | ISBN 978-4-8322-5779-5 |
| 9    | 2021年2月5日  | ISBN 978-4-8322-5818-1 |
| 10   | 2022年3月7日  | ISBN 978-4-8322-5859-4 |
| 11   | 2023年5月6日  | ISBN 978-4-8322-5900-3 |
| 12   | 2024年5月7日  | ISBN 978-4-8322-5939-3 |
| 13   | 2025年6月6日  | ISBN 978-4-8322-5979-9 |

## 動畫
由ANIMATION STUDIO ARTLAND製作的電視動畫由東京都會電視台和SUN電視台於2015年10月4日首播，由今泉賢一擔任導演。片頭曲為，由幽閉星光演唱。

### 製作人員
- 原作：Cool教信者
- 導演：今泉賢一
- 系列構成：勝呂悠香
- 角色設計、總作畫監督：國行由里江
- 美術監督：安田由香里
- 美術：GREEN
- 色彩設計：松森依子
- 攝影監督：中村雄太
- 編集：平木大輔
- 音響監督：川添憲五
- 音響製作：DAX Production
- 音樂：Arte Refact
- 音樂製作人：桑原聖、安倍孝二
- 音樂製作：bilibili
- 製片：GENCO
- 動畫製作：ANIMATION STUDIO ARTLAND
- 製作：製作委員會拒絕不了

### 主題曲

作詞、作曲：，編曲：酒井拓也，歌：幽閉星光

### 各話列表
| 話數   | 日文標題 | 中文標題             | 劇本     | 分鏡     | 演出     | 作畫監督   |
| ------ | -------- | -------------------- | -------- | -------- | -------- | ---------- |
| 第1話  |          | 可以拜托小森同學？   | 阿藤理久 | 今泉賢一 | 今泉賢一 | 國行由里江 |
| 第2話  |          | 小森同學力氣很大！   | 阿藤理久 | 今泉賢一 | 今泉賢一 | 國行由里江 |
| 第3話  |          | 小森同學很受歡迎！   | 阿藤理久 | 今泉賢一 | 今泉賢一 | 國行由里江 |
| 第4話  |          | 小森同學是萬能屋？   | 阿藤理久 | 今泉賢一 | 今泉賢一 | 國行由里江 |
| 第5話  |          | 根岸同學無懈可擊     | 阿藤理久 | 今泉賢一 | 今泉賢一 | 國行由里江 |
| 第6話  |          | 大谷同學希望被人依靠 | 阿藤理久 | 今泉賢一 | 今泉賢一 | 國行由里江 |
| 第7話  |          | 泳池讓人心砰砰跳！   | 阿藤理久 | 今泉賢一 | 今泉賢一 | 國行由里江 |
| 第8話  |          | 夏天就是想玩！       | 阿藤理久 | 今泉賢一 | 今泉賢一 | 國行由里江 |
| 第9話  |          | 祭典是酸酸甜甜的！   | 阿藤理久 | 今泉賢一 | 今泉賢一 | 國行由里江 |
| 第10話 |          | 升學志願讓人煩惱！   | 阿藤理久 | 今泉賢一 | 今泉賢一 | 國行由里江 |
| 第11話 |          | 這個季節容易感冒!    | 阿藤理久 | 今泉賢一 | 今泉賢一 | 國行由里江 |
| 第12話 |          | 小森同學不被拜託!    | 阿藤理久 | 今泉賢一 | 今泉賢一 | 國行由里江 |

## 外部連結
- 動畫官方網站 （页面存档备份，存于）（日語）